# Carey Hall
Carey Hall (Melbourne, 20 de gener de 1964) va ser un ciclista australià, que es va especialitzar en el ciclisme en pista. En els Campionats del Món de 1991 va guanyar l'or en la prova de velocitat, però posteriorment va donar positiu en estanozolol, juntament amb el seu company Stephen Pate que havia guanyat el bronze en la mateixa prova. Els dos van ser desposseïts de llurs medalles.